# Aligudarz
Aligoudarz (en persa: اليگودرز‎, también romanizado como Alīgūdarz, Aligoodarz, también conocida como ‘Ali Gudār) es una ciudad capital del condado de Aligudarz, provincia de Lorestán, Irán. En el censo de 2006, su población era de 78.690 personas repartidas en 18.115 familias.

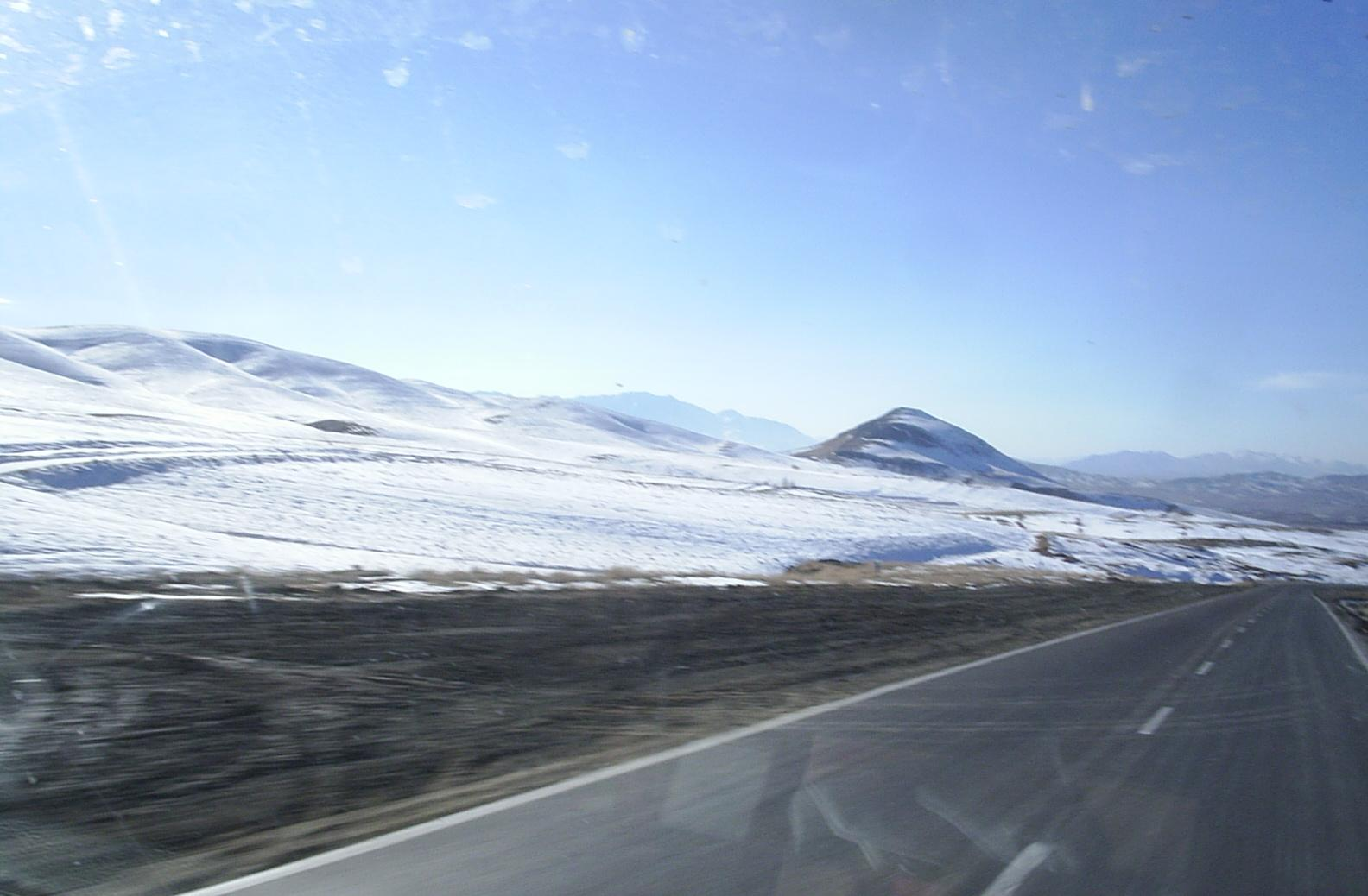
Camino en las proximidades de Aligoudarz en invierno.

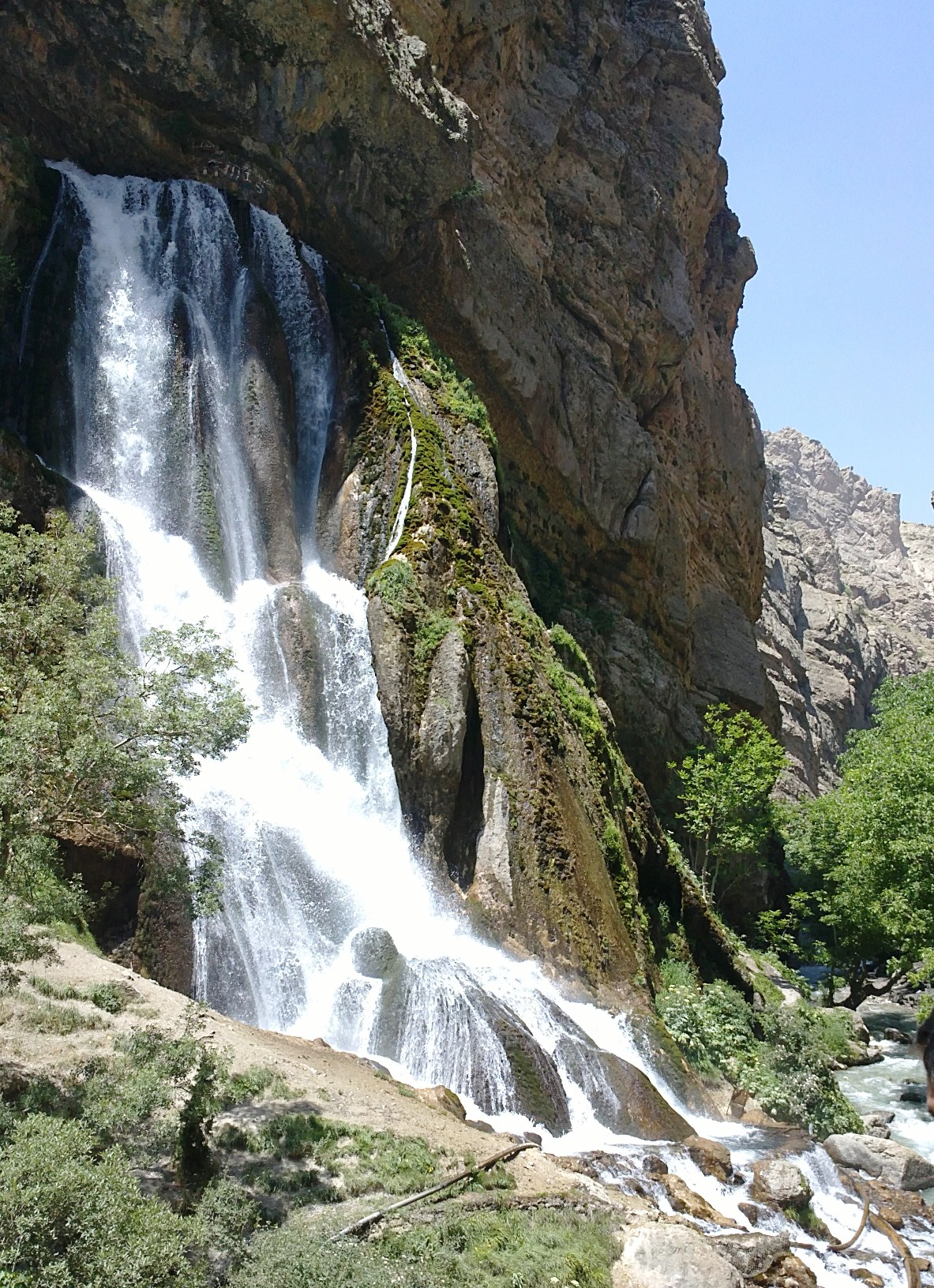
Cascada de Ab Sefid.

Aligudarz se encuentra a 503 kilómetros de Teherán y está situada en una región que es una mezcla de llano y piedemonte, disfrutando así de un clima templado de montaña. La montaña Oshtorankuh y el río Aligudarz están situados aquí.

## Historia
Los orígenes de la ciudad son desconocidos. La ciudad de Aligudarz fue llamada alguna vez Al-e Goodarz (que significa hijos o tribu de Goodarz, un mítico héroe iraní de la epopeya nacional persa Shahnameh).
En el pasado, el monasterio de esta ciudad era un centro de formación religioso para la Qizilbash y los derviches.

## Lugares de interés
En las montañas y colinas alrededor Aligudarz, diversos objetos antiguos han sido descubiertos incluyendo ladrillos de barro rectangular del siglo XIII.
Algunos de los sitios naturales e históricos importantes de Aligudarz son los siguientes:
- Cascada Absefid (literalmente "Agua blanca");
- Bosques de Aligudarz;
- Castillo de Sayleh;
- Cuevas de Tamandar y Bexnavid;
- Antigua colina Masisilan;
- Montaña Mandish;
- Castaca Chakan.

## Etnias
Los habitantes de la ciudad pertenecen a la etnia bajtiarí, y saben hablar en persa y luri. La inmensa mayoría de la población es de confesión musulmana chiita. A lo largo de los siglos un gran número de personas de Khvansar y Golpayegan se han asentado en la ciudad. Hubo una vez una comunidad judía que o bien se ha ido, o asimiló la corriente principal del Islam o emigrado fuera de la ciudad. Los últimos habitantes judíos conocidos huyeron de la ciudad durante la Revolución Islámica.

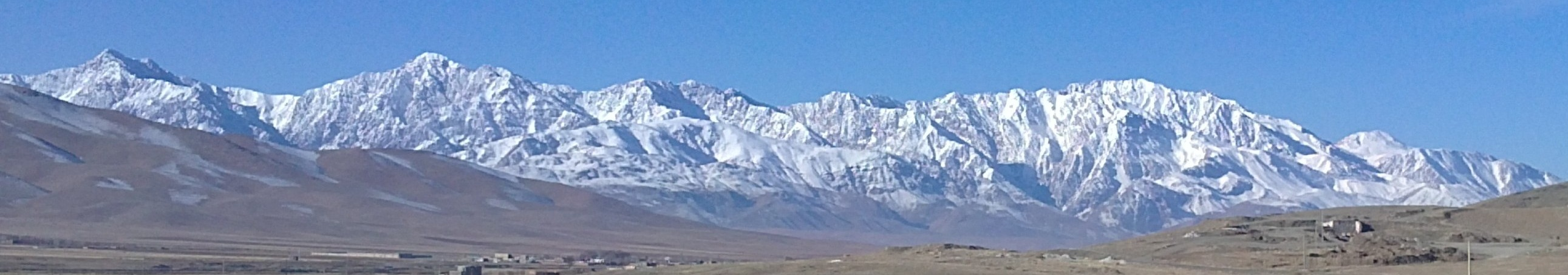
Montaña de Oshtoran Kooh.

## Personas notables
- Mehdí Karrubí (político)
- Hamed Lak (futbolista)